# Nobody's Daughter
Nobody's Daughter är det fjärde studioalbumet av den amerikanska rockgruppen Hole, utgivet i april 2010. Konceptet började som ett soloprojekt av frontfiguren Courtney Love med arbetstiteln How Dirty Girls Get Clean. Michael Beinhorn och Micko Larkin var de två huvudsakliga producenterna för albumet, förutom två låtar som producerades av Linda Perry.
Singlarna från albumet var "Skinny Little Bitch", "Pacific Coast Highway" och "Letter to God".

## Låtlista
| Nr           | Titel                     | Kompositör                       | Längd |
| ------------ | ------------------------- | -------------------------------- | ----- |
| 1.           | Nobody's Daughter         | Courtney Love, Micko Larkin      | 5:19  |
| 2.           | Skinny Little Bitch       | Love, Larkin                     | 3:10  |
| 3.           | Honey                     | Love, Larkin                     | 4:19  |
| 4.           | Pacific Coast Highway     | Love, Billy Corgan               | 5:14  |
| 5.           | Samantha                  | Linda Perry, Love, Corgan        | 4:16  |
| 6.           | Someone Else's Bed        | Love, Larkin, Perry              | 4:26  |
| 7.           | For Once in Your Life     | Perry, Love, Peter Thorn, Larkin | 3:34  |
| 8.           | Letter to God             | Perry                            | 4:04  |
| 9.           | Loser Dust                | Love, Corgan                     | 3:25  |
| 10.          | How Dirty Girls Get Clean | Perry, Love, Corgan              | 4:54  |
| 11.          | Never Go Hungry           | Love                             | 4:28  |
| Total längd: | Total längd:              | Total längd:                     | 47:09 |

## Medverkande
- Courtney Love – sång, gitarr
- Micko Larkin – gitarr
- Shawn Dailey – bas
- Stu Fisher – trummor, slagverk